# Knox Chandler
Knox Chandler (20 luglio 1954) è un musicista statunitense.
È un chitarrista turnista e violoncellista. Nella prima metà degli anni settanta, Chandler ha frequentato la Hammonasset School e il Bard College alla fine dei settanta. Ha lavorato con artisti come Depeche Mode (ha anche collaborato con Dave Gahan sul suo album solista Paper Monsters), Lori Carson, The Golden Palominos, The Psychedelic Furs, Ultra Vivid Scene, The Creatures e R.E.M.. È stato anche il chitarrista nel tour di Siouxsie and the Banshees The Seven Year Itch del 2002 e in tournée con Cyndi Lauper e Lou Reed.
Nel 2005 ha pubblicato un album solista dal titolo Turquoise di rock elettronico e sperimentale.